# Stefan Połom
Stefan Połom (ur. 10 grudnia 1938 w Toruniu, zm. 2 grudnia 2021) – polski poeta i prozaik.

## Życiorys
Studiował historię i filozofię na UMK. Debiutował jako poeta na łamach tygodnika "Nowa Kultura" w 1960. Był pracownikiem Muzeum we Fromborku oraz redaktorem literackim Polskiego Radia w Olsztynie. Był członkiem grupy poetyckiej „Helikon” (1956–1957), Orientacji Poetyckiej „Hybrydy” (1960–1971), Stowarzyszenia Społeczno-Kulturalnego „Pojezierze”, Związku Literatów Polskich (od 1968), Polskiego Towarzystwa Astronautycznego (od 1974).
Zmarł 2 grudnia 2021.

## Twórczość
- Przymierze obłoków
- Włócznie
- W cieniu sierpnia
- Źródła zapomnienia
- Siódmy wspaniały świat roślin
- Wierność
- Wzgórze jasnowłosej (Wydawnictwo Pojezierze, Olsztyn 1982)
- Rok bez nieba (Wydawnictwo Pojezierze, Olsztyn 1984)
- Dzień słońca
- Sen o Adelajdzie
- Jezioro królewskie